# Jean Felipe
Jean Felipe Nogueira da Silva, hay Jean Felipe (sinh ngày 18 tháng 3 năm 1994) là một cầu thủ bóng đá người Brasil thi đấu ở vị trí hậu vệ phải cho Varzim theo dạng cho mượn từ Portimonense.

## Sự nghiệp câu lạc bộ
Anh ra mắt chuyên nghiệp tại Giải bóng đá hạng nhất quốc gia Bồ Đào Nha cho Portimonense vào ngày 17 tháng 4 năm 2016 trong trận đấu trước Atlético CP.